# Manfred (król Sycylii)
Manfred, wł. Manfredo (ur. 1232, zm. Venosa 26 lutego 1266 koło Benewentu) – król Sycylii 1258–1266, książę Benewentu i Neapolu. Syn cesarza i króla Sycylii Fryderyka II Hohenstaufa z jego pozamałżeńskiego związku z Bianką Lancią (zm. 1233/1234), córką Manfreda II, margrabiego di Busca.
Manfred studiował na uniwersytetach w Paryżu oraz Bolonii i podobnie jak jego ojciec interesował się literaturą i poezją. Po zajęciu Sycylii Manfred starał się przywrócić dawną chwałę tego królestwa z czasów Fryderyka II Hohenstaufa, na dworze w Palermo Manfred zajął się mecenatem sztuki, wspierając poetów, śpiewaków i uczonych, sam też pisał utwory poetyckie, tłumaczył dzieła naukowe z języka hebrajskiego, był również autorem ilustracji do traktatu o sokolnictwie O sztuce polowania z ptakami (De arte venandi cum avibus), który napisał Fryderyk II.

## Dziedzictwo
Cesarz i król Sycylii Fryderyk II Hohenstauf krótko przed swoją śmiercią legitymizował Manfreda i zrównał go ze swoimi dziećmi pochodzącymi z legalnych związków. Manfred zyskał tytuł księcia Tarentu. Po śmierci cesarza Fryderyka II (1250) Manfred został namiestnikiem Królestwa Sycylii, gdzie sprawował rządy w imieniu swojego przyrodniego brata Konrada IV, który przebywał w Niemczech. W 1251 Konrad IV przybył do Włoch, gdzie wybuchło powstanie antystaufijskie, które zostało niebawem zgniecione. Konrad IV wkrótce zmarł (1254, na malarię lub wskutek trucizny), po jego śmierci Manfred został regentem Królestwa Sycylii w imieniu Konradyna, syna Konrada IV.
Konradyn pozostawał pod faktyczną opieką papieża Innocentego IV, jednak między papieżem a Manfredem zaistniał spór, zakończony zwycięską dla Manfreda bitwą pod Foggią (grudzień 1254). Następnie Manfred walcząc przeciwko papieżowi zajął w imieniu Konradyna całą Sycylię, potem przy pomocy oddziałów Saracenów (którzy wcześniej służyli jego ojcu) zajął w latach 1255–1256, także Neapol, Kapuę i Brindisi, za co został ekskomunikowany przez nowego papieża Aleksandra IV. W kolejnych latach ekspansja Manfeda skierowała się na wybrzeża obecnej Albanii, gdzie zajął m.in. miasto Durazzo, a także wyspę Korfu (1258). Zawarł sojusz z królestwem Tessaloniki oraz z królestwem Aragonii.

## Król Sycylii

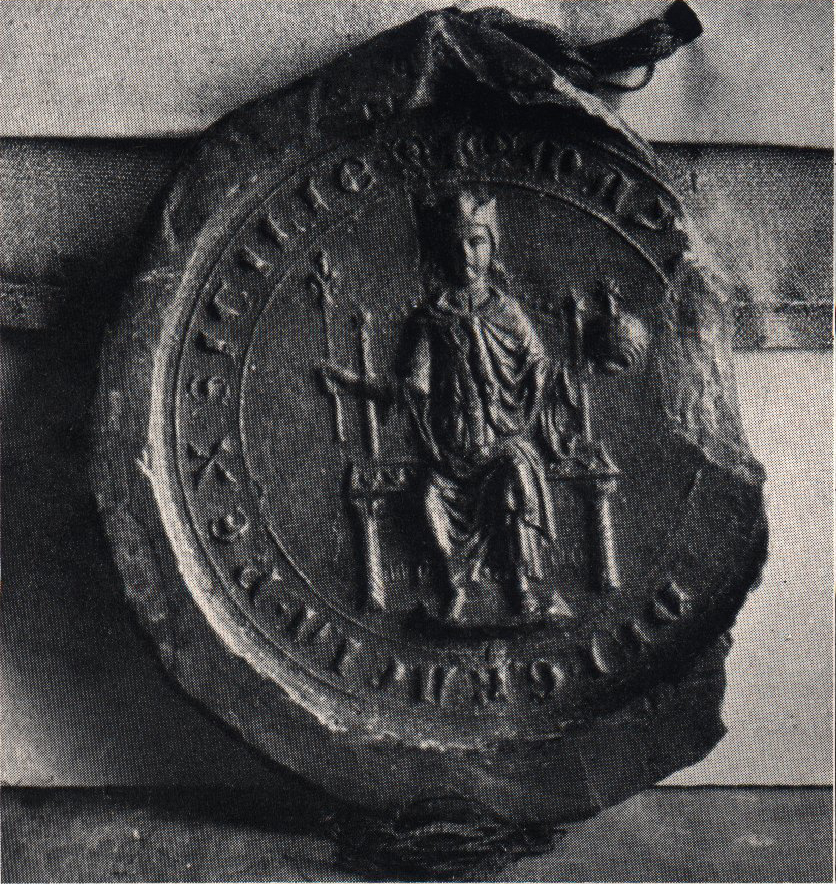

Gdy w 1258 pojawiły się pogłoski o śmierci Konradyna, Manfred tego samego roku kazał się koronować (10 sierpnia 1258) przyjmując tytuł króla Sycylii i Apulii. Został przywódcą stronnictwa gibelinów zwalczających we Włoszech i Niemczech władzę papieską. W bitwie pod Monteparti (1260) Manfred kolejny raz pokonał wojska papieża i jego sprzymierzeńców, dzięki czemu gibelini przejęli władzę we Florencji, a sam Manfred objął stanowisko wikariusza Lombardii, podczas kolejnych walk w 1265 Manfred zdobył Rzym. Przeciwni władzy Manfreda byli cały czas papieże Urban IV i Klemens IV, którzy obawiali się odrodzenia potęgi Hohenstaufów. 
W 1265 papież Klemens IV, jako prawny suweren Królestwa Sycylii (królestwo było teoretycznie lennem papieskim), po trwających kilka lat rokowaniach, przekazał prawa do niego Karolowi Andegaweńskiemu, bratu króla Francji Ludwika IX Świętego), po czym koronował Andegawena na króla Sycylii. Po koronacji Karola papież zwołał "krucjatę" przeciwko Manfredowi i Karol Andegaweński z wojskami francuskimi najechał na kontynentalną część królestwa. Manfred usiłował zebrać sojuszników spośród mieszkańców Rzymu i gibelinów, jednak nie doczekał się pomocy. Do bitwy między wojskami Manfreda a Andegawena doszło pod Benewentem 26 lutego 1266. Część hrabiów włoskich zdradziła Manfreda, którego wojska zostały pokonane, a on sam zginął na polu bitwy. Po śmierci Manfreda władzę w królestwie Sycylii objął Karol I Andegaweński.

## Rodzina
Pierwszą żoną Manfreda była poślubiona w 1248, Beatrycze Sabaudzka (zm. 1257), córka Amadeusza IV, hrabiego Sabaudii i Anny Burgundzkiej (z burgundzkiej linii Kapetyngów). Drugą żoną była Helena Angelina, Dukaina Angelina (księżniczka z bizantyjskiego rodu Angelosów, zm. przed 1271), córka despoty Epiru, Michała II Komnena (zm. 1266).
Z pierwszego małżeństwa Manfreda pochodziła córka: 
- Konstancja (ur. 1248 - zm. 1302), od 1262 żona króla Aragonii Piotra III Wielkiego, który w 1282 zajął Sycylię (zob. nieszpory sycylijskie) powołując się na dziedzictwo Hohenstaufów.

Z drugiego małżeństwa Manfreda pochodzili:
- Fryderyk (ur. 1259/1261), uwięziony przez Karola Andegaweńskiego (zm. w niewoli po 1312),
- Henryk (Enrico) (ur. 1260/1264), uwięziony przez Karola Andegaweńskiego (zm. w niewoli w 1318)
- Ansolinus (Henryk, Enzio) (ur. 1261/1265), uwięziony przez Karola Andegaweńskiego (zm. w niewoli ok. 1301),
- Beatrycze (ur. 1258/1261), uwięziona przez Karola Andegaweńskiego, uwolniona w 1284, poślubiła w 1287 Manfreda IV, margrabiego Saluzzo (zm. przed 1307).